# Port lotniczy Sonsonate
Port lotniczy Sonsonate – jeden z salwadorskich portów lotniczych, znajdujący się w miejscowości Sonsonate.